# Josiah Ritchie
Pour les articles homonymes, voir Ritchie.

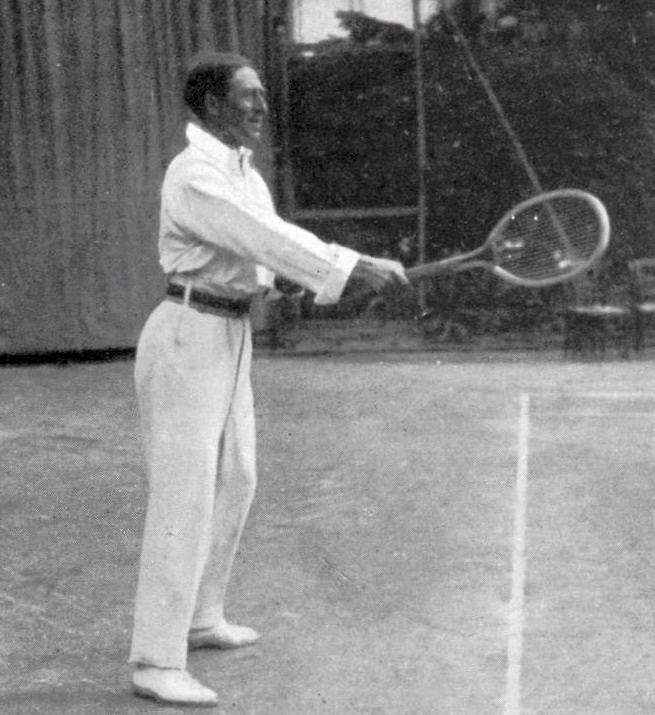
Josiah Ritchie, vainqueur du championnat de France de tennis en salle en mai 1905 face à Flavelle.

Josiah George Ritchie (né le 18 octobre 1870 à Westminster et mort le 28 février 1955 à Ashford, Middlesex) est un ancien joueur de tennis britannique.
Il est surtout connu pour avoir été trois fois médaillé aux Jeux olympiques de 1908 de Londres. Il remporta la médaille d'or (simple messieurs), d'argent (double messieurs) et de bronze (simple messieurs en salle). En 1908 et 1910, il remporta avec Anthony Wilding le double messieurs du Tournoi de Wimbledon. En 1909, il échoua lors de la finale du simple messieurs de Wimbledon alors qu'il menait deux sets à zéro avant de s'effondrer. Il remporta également les Championnats d'Irlande en 1907 ainsi que les championnats d'Allemagne de 1903 à 1906 et en 1908 (en 1904 et 1906, il y remporta aussi le double). En 1908, il intégra l'équipe britannique de Coupe Davis.

## Palmarès (partiel)

### Titres en simple (16)
|    | Date | Nom et lieu du tournoi                          | Surf.               | Finaliste              | Score                   |
| -- | ---- | ----------------------------------------------- | ------------------- | ---------------------- | ----------------------- |
| 1  | 1899 | Championnat de France de tennis en salle, Paris | Parquet (int.)      | Paul Aymé              | 4-6, 6-3, 6-3, 6-4      |
| 2  | 1902 | Queen's Club Championships, Londres             | Gazon (ext.)        | Charles Simond         | 6-3, 6-4, 6-0           |
| 3  | 1902 | Championnat de France de tennis en salle, Paris | Parquet (int.)      | Max Décugis            | 5-7, 7-9, 6-3, 6-2, 6-3 |
| 4  | 1903 | International German Championship, Hambourg     | Terre battue (ext.) | Max Decugis            | abandon                 |
| 5  | 1904 | International German Championship, Hambourg     | Terre battue (ext.) | Kurt von Wessely       | 6-4, 6-0, 10-8          |
| 6  | 1904 | Queen's Club Championships, Londres             | Gazon (ext.)        | Harold Mahony          | 6-3, 6-1, 6-1           |
| 7  | 1905 | International German Championship, Hambourg     | Terre battue (ext.) | Anthony Wilding        | 8-6, 7-5, 8-6           |
| 8  | 1905 | Championnat de France de tennis en salle, Paris | Parquet (int.)      | John Flavelle          | 6-4, 10-8, 6-4          |
| 9  | 1906 | International German Championship, Hambourg     | Terre battue (ext.) | Friedrich-Wilhelm Rahe | 6-2, 6-2, 6-0           |
| 10 | 1906 | Queen's Club Championships, Londres             | Gazon (ext.)        | John Flavelle          | 6-0, 6-1, 7-5           |
| 11 | 1907 | Tournoi de Monte-Carlo, Monte-Carlo             | Terre battue (ext.) | Hugh Lawrence Doherty  | 8-6, 7-5, 8-6           |
| 12 | 1907 | Irish championships, Dublin                     | Gazon (ext.)        | Thomas Good            | 0-6, 6-3, 6-4, 7-5      |
| 13 | 1908 | International German Championship, Hambourg     | Terre battue (ext.) | G.K. Logie             | 6-1, 6-1, 6-3           |
| 14 | 1908 | Jeux olympiques d'été, Londres                  | Gazon (ext.)        | Otto Froitzheim        | 7-5, 6-3, 6-4           |
| 15 | 1908 | Championnat de France de tennis en salle, Paris | Parquet (int.)      | Max Décugis            | 8-6, 6-4, 1-6, 6-4      |
| 16 | 1909 | Queen's Club Championships, Londres             | Gazon (ext.)        | Harry Parker           | 11-13, 6-4, 6-1, 6-0    |

### Finales en Simple (10)
|    | Date | Nom et lieu du tournoi                      | Surf.               | Vainqueur              | Score                   |
| -- | ---- | ------------------------------------------- | ------------------- | ---------------------- | ----------------------- |
| 1  | 1897 | Queen's Club Championships, Londres         | Gazon (ext.)        | Hugh Lawrence Doherty  | 6-2, 6-2, 6-2           |
| 2  | 1904 | Tournoi de Monte-Carlo, Monte-Carlo         | Terre battue (ext.) | Reginald Frank Doherty | 6-1, 7-5, 3-6, 7-5      |
| 3  | 1905 | Tournoi de Monte-Carlo, Monte-Carlo         | Terre battue (ext.) | Hugh Lawrence Doherty  | 6-4, 8-6, 6-4           |
| 4  | 1907 | International German Championship, Hambourg | Terre battue (ext.) | Otto Froitzheim        | 7-5, 6-3, 6-4           |
| 5  | 1907 | Queen's Club Championships, Londres         | Gazon (ext.)        | Anthony Wilding        | 6-2, 6-1, 6-0           |
| 6  | 1908 | Queen's Club Championships, Londres         | Gazon (ext.)        | Kenneth Powell         | 6-4, 3-3, ab.           |
| 7  | 1909 | Wimbledon, Londres                          | Gazon (ext.)        | Arthur Gore            | 6-8, 1-6, 6-2, 6-2, 6-2 |
| 8  | 1910 | Tournoi de Monte-Carlo, Monte-Carlo         | Terre battue (ext.) | Max Decugis            | 6-3, 6-0, 6-0           |
| 9  | 1910 | Queen's Club Championships, Londres         | Gazon (ext.)        | Anthony Wilding        | 6-4, 6-3, 2-0, ab.      |
| 10 | 1920 | Tournoi de Monte-Carlo, Monte-Carlo         | Terre battue (ext.) | Gordon Lowe            | 7-5, 6-2                |

### Titres en double (4)
|   | Date | Nom et lieu du tournoi                      | Surface      | Équipe                         | Finalistes                  | Score              |
| - | ---- | ------------------------------------------- | ------------ | ------------------------------ | --------------------------- | ------------------ |
| 1 | 1904 | International German Championship, Hambourg | Terre Battue | ??? Josiah Ritchie             |                             |                    |
| 2 | 1906 | International German Championship, Hambourg | Terre Battue | ??? Josiah Ritchie             |                             |                    |
| 3 | 1908 | Wimbledon, Londres                          | Gazon        | Anthony Wilding Josiah Ritchie | Arthur Gore Herbert Barrett | 6-1, 6-2, 1-6, 9-7 |
| 4 | 1910 | Wimbledon, Londres                          | Gazon        | Anthony Wilding Josiah Ritchie | Arthur Gore Herbert Barrett | 6-1, 6-1, 6-2      |

### Finales en double (2)
|   | Date       | Nom et lieu du tournoi         | Surface      | Vainqueurs                             | Équipe                           | Score                   |
| - | ---------- | ------------------------------ | ------------ | -------------------------------------- | -------------------------------- | ----------------------- |
| 1 | 06/07/1908 | Jeux olympiques d'été, Londres | Gazon (ext.) | George Hillyard Reginald Frank Doherty | James Cecil Parke Josiah Ritchie | 9-7, 7-5, 9-7           |
| 2 | 1911       | Wimbledon, Londres             | Gazon        | Max Decugis André Gobert               | Anthony Wilding Josiah Ritchie   | 9-7, 5-7, 6-3, 2-6, 6-2 |

### Autre victoire
- Médaille de bronze en simple en salle aux Jeux olympiques de Londres

|   | Date | Nom et lieu du tournoi         | Surface | Finaliste         | Score   |
| 1 | 1908 | Jeux olympiques d'été, Londres | Gazon   | Wilberforce Eaves | Partage |